# Nationales Buchzentrum Griechenlands
Das Nationale Buchzentrum Griechenlands (griechisch Εθνικό Κέντρο Βιβλίου Ethniko Kendro Vivliou, ΕΚΕΒΙ), auch Nationales Buchzentrum Athen, wurde 1994 in Athen gegründet, um die Veröffentlichung und Verbreitung von Büchern in Griechenland zu fördern. Es untersteht dem Kulturministerium und wird von diesem beaufsichtigt und gefördert. Die Veranstaltungen und Einrichtungen des ΕΚΕΒΙ werden von Menschen getragen, die im Bereich der Publizistik und des Verlagswesens arbeiten. Die Griechische Staatsschuldenkrise hat auch das Nationale Buchzentrum stark betroffen.

## Zweck
Der Hauptzweck des Zentrums ist die Definition, Konzeption und Umsetzung der nationalen Politik zur Förderung von Büchern und des Lesens. Darüber hinaus hat das Ε.ΚΕ.ΒΙ. das Ziel, den griechischen Buchhandel im Ausland zu unterstützen.

## Bibliotheken des Nationalen Buchzentrums

### Bibliologische Bibliothek
Die Sammlung der Bibliologischen Bibliothek (Βιβλιολογική βιβλιοθήκη) widmet sich der Buchwissenschaft und richtet sich an die Vertreter der Verlage und Publizisten im In- und Ausland.

### Bibliothek des Stratis Tsirkas
Die Stratis-Tsirkas-Bibliothek  (Βιβλιοθήκη Στρατή Τσίρκα) beherbergt einen Teil seiner privaten Bibliothek, den seine Witwe dem Buchzentrum 1998 überlassen hat.

### Bibliothek Übersetzter Griechischer Bücher
Die Bibliothek Übersetzter Griechischer Bücher (Βιβλιοθήκη Μεταφρασμένων Ελληνικών Βιβλίων) sammelt Übersetzungen griechischer Bücher und umfasst auch die Bände des Archivs von Übersetzungen Griechischer Bücher (Αρχείο Μεταφρασμένων Ελληνικών Βιβλίων). Es gibt einen Überblick über die Präsenz griechischer Literatur im Ausland.

## Aktivitäten und Dienstleistungen
Das Ε.ΚΕ.ΒΙ. nimmt an griechischen Buchmessen teil und hat die Aufgabe übernommen, die Internationale Buchmesse Thessaloniki (Διεθνής Έκθεση Βιβλίου Θεσσαλονίκης) und die Kinder- und Jugendbuchmesse (Έκθεση Παιδικού και Εφηβικού Βιβλίου) auszurichten, um den griechischen und internationalen Buchhandel zu fördern. Durch Sonder- und Wanderausstellungen, die von griechischen Schriftstellern präsentiert werden, trägt das Zentrum dazu bei, Öffentlichkeitsarbeit für verschiedene Welttage wie den Welttag der Poesie (Παγκόσμια Ημέρα Ποίησης) oder den Welttag des Kinderbuches (Παγκόσμια Ημέρα Παιδικού Βιβλίου) zu feiern, und organisiert Besuche von Schriftstellern und Illustratoren in Schulen. Die Einrichtung der „Beobachtungsstelle Digitaler Bücher“ (Παρατηρητήριο Ψηφιακού Βιβλίου) zum Jahresende 2010 hat das Ziel, Fachleute über Entwicklungen im Bereich digitaler Bücher zu informieren. Dazu werden auch Workshops und Seminare abgehalten.

### Vivlionet
„Vivlionet“ (Βιβλιονέτ Vivlionét) ist ein Verlagsservice, der ebenfalls 1998 eingerichtet wurde und anfangs von 45 Verlagshäusern sowie dem Buchverlegerverband (Σύλλογος Εκδοτών Βιβλίων, Σ.ΕΚ.Β.), dem Athener Buchverlegerverband (Σύλλογος Εκδοτών Βιβλίων Αθηνών, Σ.Ε.Β.Α.), dem Panhellenischen Verband der Buchverleger (Πανελλήνια Ομοσπονδία Εκδοτών Βιβλιοπωλών, Π.Ο.Ε.Β.) und dem Nationalen Buchzentrum gemeinsam genutzt wurde. 2003 erwarb das Ε.ΚΕ.ΒΙ. die Exklusivrechte und entschied, die bereitgestellten Materialien kostenlos zur Verfügung zu stellen. Der Online-Service informiert Nutzer über Probleme der Verlagswelt und liefert Informationen über 170.000 in Griechenland veröffentlichte Buchtitel und 82.000 Autoren. Mehr als 50 Online-Buchhandlungen sind auf den Grundlagen des Vivlionet aufgebaut.

### Veröffentlichungen
Das Ε.ΚΕ.ΒΙ. veröffentlicht ein englischsprachiges Online-Magazin namens Ithaca Online, das die griechische Buchproduktion für ausländische Verlage fördert, und die Zeitung Mikros Anagnostis ( ‚Kleiner Leser‘), die sich an Kinder wendet, sowie einen Blog.

## Europäische Programme, an denen sich Ε.ΚΕ.ΒΙ beteiligt
Das Ε.ΚΕ.ΒΙ. ist an zahlreichen Programmen der Europäischen Union beteiligt:
- Lese-Angebote für Schüler
- RAMSES II – Humanwissenschaft im Mittelmeerraum (Ανθρωπιστικές επιστήμες στη Μεσόγειο)[9]
- Europäischer Pavillon (Ευρωπαϊκό Περίπτερο)
- Umsetzung der griechischen Buchstaben (Ελληνικά Γράμματα) im Internet
- Programm „Kultur“ 2007–2013 (Πρόγραμμα «Πολιτισμός» 2007–2013) der europäischen Kommission[10]

Zusätzliche Programme
Außerdem wurde das Creative-Professionals Support Programm (Προγράμματα ενίσχυσης δημιουργών–επαγγελματιών) entwickelt. Im Rahmen dieses Programms wurde das französisch-griechische Programm zur Unterstützung griechischer und französischer Schriftsteller, Übersetzer und Verleger eingeführt.